# Нова Весь (Кольський повіт)
Нова Весь (пол. Nowa Wieś) — село в Польщі, у гміні Осек-Малий Кольського повіту Великопольського воєводства.
Населення — 160 осіб (2011).
У 1975-1998 роках село належало до Конінського воєводства.

## Демографія
Демографічна структура станом на 31 березня 2011 року:
|          | Загалом | Допрацездатний вік | Працездатний вік | Постпрацездатний вік |
| -------- | ------- | ------------------ | ---------------- | -------------------- |
| Чоловіки | 80      | 18                 | 56               | 6                    |
| Жінки    | 80      | 23                 | 47               | 10                   |
| Разом    | 160     | 41                 | 103              | 16                   |